# Oligomycine
L'oligomycine est un antibiotique de la famille des macrolides introduit par Lardy, Johnson et Mcmurray. L'oligomycines A et C  est produite par les bactéries du genre Streptomyces : Streptomyces diastatochromogenes, S. libani et S. avermitilis .  Elle est utilisée en pharmacie comme antibiotiques [ref].
Il s'agit d'une famille de composés apparentés dont les substituants sont représentés dans le tableau ci-dessous :
|                              | R1      | R2  | R3  | R4    | R5      |
| Oligomycine A                | –CH3    | –H  | –OH | –H,–H | –CH3    |
| Oligomycine B                | –CH3    | –H  | –OH | =O    | –CH3    |
| Oligomycine C                | –CH3    | –H  | –H  | –H,–H | –CH3    |
| Oligomycine D (Rutamycine A) | –H      | –H  | –OH | –H,–H | CH3     |
| Oligomycine E                | –CH3    | –OH | –OH | =O    | CH3     |
| Oligomycine F                | –CH3    | –H  | –OH | –H,–H | –CH2CH3 |
| Rutamycine B                 | –H      | –H  | –H  | –H,–H | –CH3    |
| 44-Homooligomycine A         | –CH2CH3 | –H  | –OH | –H,–H | –CH3    |
| 44-Homooligomycine B         | –CH2CH3 | –H  | –OH | =O    | –CH3    |

L’oligomycine A est un inhibiteur sélectif de l'ATP synthétase, enzyme insérée dans la membrane interne mitochondriale assurant la production d'ATP grâce à l'oxydation des coenzymes réduites par les voies métaboliques de dégradation des nutriments telles que le cycle de Krebs ou la β-oxydation [ref]. 
Plus précisément, l'oligomycine A agit en bloquant le canal à protons de l'ATP synthase situé dans sa sous-unité FO. Les protons ne peuvent plus refluer dans la matrice mitochondriale à travers la membrane mitochondriale interne sous l'action du gradient électrochimique généré par la chaîne respiratoire, et ne peuvent donc plus actionner le rotor moléculaire permettant la phosphorylation de l'ADP en ATP au niveau de la sous-unité F1. Le flux d'électrons à travers la chaîne respiratoire s'en trouve sensiblement ralentie, mais ne s'arrête pas totalement en raison du phénomène de découplage mitochondrial. Ceci survient sous l'effet de la diffusion des protons à travers la membrane grâce à des protéines découplantes telles que la thermogénine.